# کوندورخه
کوندورخه (به لاتین: Kundurkhe) یک منطقهٔ مسکونی در روسیه است که در شهرستان لواشینسکی واقع شده‌است.